# Worldskills International
WorldSkills International är en icke vinstinriktad, politiskt och religiöst obunden internationell medlemsorganisation med uppdraget att öka statusen och höja kvaliteten på yrkesskicklighet och yrkesutbildning världen över.
WorldSkills International är baserad i Amsterdam i Nederländerna, men verksamheten är världsomspännande. Organisationens medlemmarna utgörs av myndigheter eller organisationer med ansvar för att främja yrkesutbildning i sina respeltive länder eller regioner. WorldSkills International har i nuläget drygt ett 40-tal medlemmar. Organisationens främsta uppgift är att organisera WorldSkills Competition, som vartannat år hålls i något av organisationens medlemsländer eller medlemsregioner.
Youth Skills Sweden är den organisation som står för det svenska medlemskapet i WorldSkills International.